# كونفليكت: ديفيند أوبس
كونفليكت: ديفيند أوبس (بالإنجليزية:Conflict: Denied Ops)، هي لعبة إلكترونية من نوع حرب، أنتجت سنة 2008، وتعمل على نظامين للألعاب الالكترونية هما بلاي ستيشن 3 وإكس بوكس 360.

## وصلات خارجية
- تقرير مختصر للعبة كونفليكت : ديفيند أوبس